# Steve Atwater
Stephen Dennis Atwater (* 28. Oktober 1966 in Chicago, Illinois) ist ein ehemaliger US-amerikanischer American-Football-Spieler auf der Position des Safeties. Er spielte von 1989 bis 1999 für die Denver Broncos und die New York Jets in der National Football League (NFL). Im Laufe seiner Karriere gewann er mit den Broncos zweimal den Super Bowl und wurde achtmal in den Pro Bowl gewählt.

## College-Zeit
Nach einer erfolgreichen High-School-Zeit als Quarterback, ging Atwater auf die University of Arkansas. Hier wurde er von der Quarterback- auf die Safety-Position umgeschult. Insgesamt konnte er in Arkansas 14 Interceptions fangen und wurde dafür dreimal zu einem der besten Spieler der All Southwest Conference sowie zweimal zum All-American gewählt.

## Profizeit
1989 wurde Atwater in der NFL Draft als zwanzigster Spieler in der ersten Runde von den Denver Broncos ausgewählt. Nach einer guten Saisonleistung wurde er bei der Wahl zum besten defensiven Nachwuchsspieler (Rookie of the Year) Zweiter. In den folgenden Jahren war er Kapitän der Verteidigung der Broncos.
Nachdem die Broncos ihn nach dem zweiten Super Bowl Erfolg aus Salary-Cap-Gründen 1998 entließen, spielte er noch ein Jahr für die New York Jets, wo er nach einer Saison verletzungsbedingt seine Karriere beendete.
Atwater war vor allem für seine Stärke in der Laufverteidigung bekannt. Er wurde achtmal in den Pro Bowl und dreimal in das All Pro Team gewählt. Insgesamt erzielte er über 1000 Tackles, konnte 24 Pässe abfangen und zwölf Fumbles erzwingen. Er nahm dreimal am Super Bowl teil und konnte zweimal als Sieger vom Platz gehen. Er ist Mitglied im Denver Broncos Ring of Fame. Nach seinem Karriereende wurde er in das National Football League 1990s All-Decade Team gewählt. Im Jahr 2020 erfolgte die Wahl in die Pro Football Hall of Fame.

## Nach der Profikarriere
Atwater arbeitet heute für eine private Kapitalanlagegesellschaft in Atlanta.